# Rhudara ecuadoriana
Rhudara ecuadoriana är en fjärilsart som beskrevs av Paul Thiaucourt 1996. Rhudara ecuadoriana ingår i släktet Rhudara och familjen tandspinnare. Inga underarter finns listade.